# Xã Newman, Quận Ward, Bắc Dakota
Xã Newman (tiếng Anh: Newman Township) là một xã thuộc quận Ward, tiểu bang Bắc Dakota, Hoa Kỳ. Năm 2010, dân số của xã này là 55 người.